# Đảng Cộng hòa Lao động và Công lý
Đảng Cộng hòa Lao động và Công lý (tiếng Belarus: Рэспубліканская партыя працы і справядлівасьці, tiếng Nga: Республиканская партия труда и справедливости) là một đảng chính trị ở Belarus có lập trường ủng hộ chính quyền của Tổng thống Aliaksandr Ryhoravič Lukašenka. Đảng này được thành lập vào ngày 26 tháng 6 năm 1993 và tái đăng ký hoạt động vào ngày 18 tháng 9 năm 1999. Lãnh tụ của đảng là Aliaksandr Sciapanau.
Trong kỳ Bầu cử Quốc hội Belarus năm 2004 Đảng Cộng hòa Lao động và Công lý không giành được ghế nào trong quốc hội.

## Mục tiêu
Xây dựng một xã hội công bằng và một nền kinh tế phú cường.